# Fryeellaceae
Fryeellaceae, porodica crvenih algi, dio reda Rhodymeniales. Sastoji se od četiri monotipska roda

## Rodovi i broj vrsta
1. Fryeella Kylin 1
2. Hymenocladiopsis R.L.Moe 1
3. Minium R.L.Moe 1
4. Pseudohalopeltis G.W.Saunders 1